# El Camó
El Camó és una obra de Santa Pau (Garrotxa) inclosa a l'Inventari del Patrimoni Arquitectònic de Catalunya.

## Descripció
És un gran casal de planta baixa i dos pisos superiors. La planta baixa està destinada al bestiar, el primer pis a habitatge i el segon a graner. Va ser bastit l'any 1767 amb carreus ben escairats als angles i obertures i pedra volcànica a la resta. Disposa de teulat a dues aigües amb els vessants vers les façanes principals. Ha sofert algunes remodelacions i s'hi afegí una casa, d'obra recent, al costat.

## Història
Els orígens de població de la vall de Sant Martí són incerts. Hipotèticament era creuada per un camí prehistòric, i després grec i romà, que comunicava Emporium amb la Vall de Bas. Documentalment la primera notícia és la de la consagració de l'església de Sant Martí (989). Dins aquesta vall hi ha grans casals esplèndids, que ni amb la minva de l'agricultura han estat deshabitats, com Les Feixes, Can Sala, El Ventós, etc, que evoquen les primeres pairalies dels temps baronials. Altres masos, com La Boixeda, El Camó, Camprodon, o Can Bucs, foren bastits o ampliats en els segles XVII-XVIII, coincidint amb la prosperitat del camps català.